# هازجة سميكة المنقار

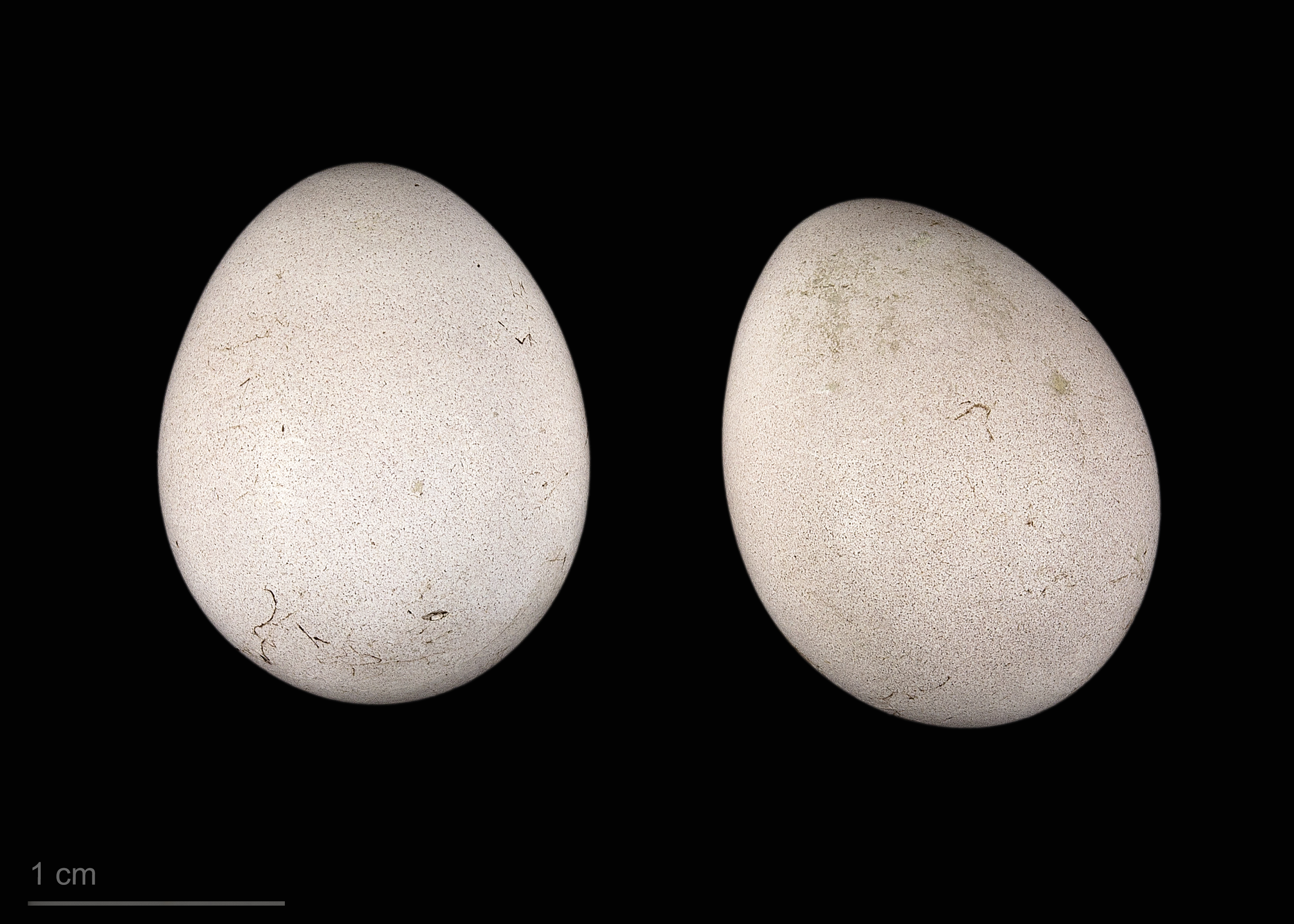
Arundinax aedon aedon

هازجة سميكة المنقار (الاسم العلمي:   Acrocephalus  aedon) (بالإنجليزية: Thickbilled  Warbler)‏ هو طائر ينتمي إلى (فصيلة: Acrocephalidae).